# Ačimović
Ačimović je priimek v Sloveniji, ki ga je po podatkih Statističnega urada Republike Slovenije na dan 1. januarja 2010 uporabljalo  8 oseb in je med vsemi priimki po pogostosti uporabe uvrščen na 20.733. mesto. 

## Znani nosilci priimka
- Dejan Ačimović (*1963), hercegovsko-hrvaški igralec in filmski režiser
- Dragan Aćimović - Aćim (1956-2023), srbski in jugoslovanaki nogometaš
- Jovan Ačimović - Kule (*1948), srbski nogometaš
- Mile(nko) Ačimović (*1977), slovenski nogometaš
- Karpo Ačimović Godina (*1943), slovenski filmski režiser